# Innowacyjność polskiej gospodarki

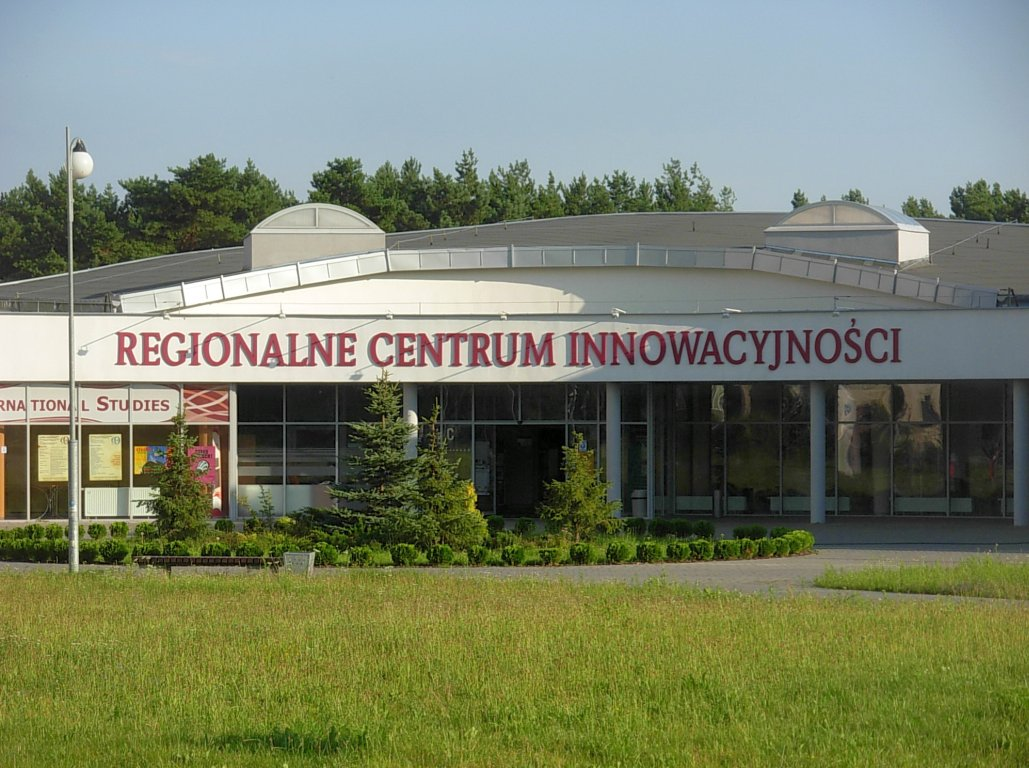
Regionalne Centrum Innowacyjności przy Uniwersytecie Technologiczno-Przyrodniczym w Bydgoszczy

Innowacyjność gospodarki – zdolność i motywacja przedsiębiorców do prowadzenia badań naukowych polepszających i rozwijających produkcję, do poszukiwania nowych rozwiązań, pomysłów i koncepcji. Innowacje w gospodarce prowadzą do tworzenia nowych produktów, do ulepszania technologii, zwiększenia efektywności i tym samym do zwiększenia konkurencyjności gospodarki wobec innych krajów.
Potrzeba zwiększenia konkurencyjności gospodarki europejskiej doprowadziła do stworzenia Strategii Lizbońskiej w 2000 roku i strategii Europa 2020 w 2010 roku.

## Definicja innowacji wedługOECD[3]
Innowacja jest to wdrożenie w praktyce gospodarczej nowego albo znacząco udoskonalonego produktu, usługi lub procesu, w tym także wdrożenie nowej metody marketingowej lub organizacyjnej redefiniującej sposób pracy lub relacje przedsiębiorstwa z otoczeniem.
Nowe rozwiązanie nie jest innowacją, dopóki nie ma ono praktycznego zastosowania. Innowacja może mieć charakter techniczny, marketingowy, organizacyjny lub procesowy.

## Narodowy System Innowacji[4]
Narodowy System Innowacji (NSI) jest pojęciem spopularyzowanym pod koniec lat 90. przez OECD jako nowe podejście do badań nad rozwojem innowacyjności i jej instytucjonalno-regulacyjnej obudowy.
Jego głównym założeniem było całościowe i nieliniowe ujęcie interakcji jakie zachodzą pomiędzy instytucjami oddziałującymi na rozwój innowacji. Głównym przedmiotem badań w obrębie NSI jest przepływ wiedzy i informacji pomiędzy poszczególnymi aktorami aktywnymi na scenie B+R (Badania+Rozwój). Właściwości tego procesu można opisywać w trzech wymiarach:
1) przepływu wiedzy wewnątrz sektora prywatnego,
2) przepływu wiedzy między sektorem prywatnym i publicznym,
3) dyfuzji innowacji usprawniających dzięki zakupom nowatorskich dóbr i usług,
W szerszym ujęciu analiza Narodowego Systemu Innowacji uwzględnia ogół czynników wpływających na rozwój nowoczesnych technologii, m.in. czynników społeczno-kulturowych, ekonomicznych, prawnych i technologicznych. Stąd wśród priorytetów badań nad NSI wymienia się między innymi stworzenie spójnego politycznie uzasadnienia dla rozwoju innowacji, a następnie znalezienie sposobu na jego popularyzację wśród obywateli i w administracji.

## Innowacyjność polskiej gospodarki
Pod względem innowacji w produkcji i gospodarce polskie przedsiębiorstwa należą do najmniej aktywnych w Unii Europejskiej. Według instytucji PRO INNO Europe, założonej przez Komisję Europejską do badania rozwoju innowacyjności, polskie przedsiębiorstwa w 2009 zajmowały 23. miejsce na 27. krajów Unii. Współczynnik SII (Summary Innovation Index) dla Polski wynosił w 2009 roku 0,317 przy średniej unijnej 0,478. Innowacyjność polskiej gospodarki rośnie jednak bardziej niż wielu krajów Unii – w 2007 współczynnik SII wynosił 0,270 przy średniej 0,450. W rankingu przedsiębiorstw wydających najwięcej na świecie na badania zostały uwzględnione dwa polskie przedsiębiorstwa: Telekomunikacja Polska (488. pozycja) oraz KGHM Polska Miedź (864. pozycja), podczas gdy w pierwszej pięćdziesiątce jest osiemnaście przedsiębiorstw z UE.
Według Ministerstwa Gospodarki największymi barierami dla rozwoju innowacyjności polskich przedsiębiorstw są wysokie koszty prowadzenia badań naukowych, oraz niechęć przedsiębiorców do podejmowania ryzyka związanego z wprowadzaniem nowych rozwiązań i produktów. W celu zwiększenia konkurencyjności polskiej gospodarki prowadzi się działania wspierające rozwój nowych technologii, np. zawarte w Programie Operacyjnym Innowacyjna Gospodarka 2007–2013.

### Skala działalności innowacyjnej przedsiębiorstw Polsce[7]
78% średnich i dużych przedsiębiorstw w Polsce podjęło w ostatnich trzech latach prace nad rozwiązaniami o nowatorskim charakterze. Niezależnie od sektora, kluczowym obszarem działalności innowacyjnej są innowacje produktowo-usługowe, które w ostatnich trzech latach wdrożyło 58% przedsiębiorstw przemysłowych i 50% handlowych i usługowych. W przemyśle istotne są innowacje procesowe, które podjęło 60% przedsiębiorstw przemysłowych, a 48% je wdrożyło. Sektor handlu i usług stawia natomiast na innowacje organizacyjne – 46% przedsiębiorstw z tego sektora podjęło prace z tym związane, a 42% przedsiębiorstw wdrożyło nowe rozwiązania, przy czym tylko 10% to wdrożenia nowych rozwiązań w skali rynku. Dość rzadko podejmowane i wdrażane są natomiast nowatorskie formy marketingowe (odpowiednio 30% i 25%). W efekcie, choć przedsiębiorstwa często oceniają siebie jako organizacje bardzo zaawansowane pod względem innowacyjności, wyniki przeprowadzonych badań wykazują, że tylko 17% działających w Polsce średnich i dużych przedsiębiorstw przemysłowych oraz 13% przedsiębiorstw handlowych i usługowych to doświadczeni innowatorzy lub liderzy innowacji.

### Strategie działalności innowacyjnej wśród przedsiębiorstw w Polsce[7]
Bycie przedsiębiorstwem innowacyjnym jest strategicznym celem dla 47% średnich i dużych przedsiębiorstw. Stosunkowo rzadko (w 20% przypadków) jest to jednak cel o najwyższej randze. Cele, plany oraz sposób prowadzenia prac nad innowacjami rzadko są jednak ujęte w postaci formalnej strategii innowacyjności. W praktyce przedsiębiorstwa najczęściej kładą większy nacisk na przejmowanie najlepszych praktyk z rynku (12%) niż na wypracowywanie zupełnie nowych rozwiązań (6%). Dominującym podejściem jest oparcie prac nad innowacjami na wewnętrznych zasobach przedsiębiorstwa, jednak przy współpracy z podmiotami zewnętrznymi.

### Główne problemy rynku innowacji w Polsce

#### Aspekt strukturalny[4]
Efekty zewnętrzne innowacji, wiedza jako dobro publiczne
Innowator nie uzyskuje zwrotu z inwestycji, oddającego korzyści z wdrożenia nowego rozwiązania, które odniesie gospodarka. Niepewność dotycząca zwrotu z inwestycji jest barierą w prowadzeniu działalności innowacyjnej, na którą wskazuje 44% dużych i średnich przedsiębiorstw.
Nowe rozwiązania rozprzestrzeniając się między przedsiębiorstwami poprawiają produktywność nie tylko innowacyjnego przedsiębiorstwa, ale też konkurencji, która przyjmuje najskuteczniejsze na rynku rozwiązania aby na nim funkcjonować.
Wiedza i informacje są łatwe do kopiowania przez nieograniczoną liczbę podmiotów, co nie ułatwia kontroli nad tym procesem.
Asymetria informacji
Nakłady na rozwój innowacji są związane z dużo większym zakresem niepewności niż inwestycje w kapitał rzeczowy czy szkolenia pracowników.
Im wcześniejsza faza innowacji, tym większe ryzyko zaangażowania się przedsiębiorstwa w tego rodzaju działalność.
Jest to szczególnie istotny problem dla małych i średnich przedsiębiorstw, które nie mają wystarczająco środków na dywersyfikację ryzyka.
Zawodność powiązanych rynków
Instytucje finansowe nie angażują się zbytnio w finansowanie innowacyjnych projektów z braku wystarczających kompetencji do oceny ich opłacalności. Instytucje te preferują tradycyjną działalność gospodarczą, z łatwiejszym do oszacowania poziomem ryzyka.
Rozwój instytucji typu venture capital może być zależny od czynników niezwiązanych wprost z potencjałem innowacyjnym (zamożność i rozkład dochodów w społeczeństwie, skłonność do ryzyka inwestorów), będąc jednocześnie bardzo podatnym na zmiany koniunktury, które przenoszą się na rynek innowacji.
Z kolei problemy rynku pracy oraz usług edukacyjnych mogą prowadzić do zbyt niskiej podaży wykwalifikowanych pracowników mogących rozwijać i wprowadzać nowe technologie. Dodatkowym ograniczeniem dla rozwoju innowacji mogą być zawodności rynkowe w obszarach, gdzie są one stosowane.

#### Aspekt finansowy[4]
1) Niedopasowanie rodzajów instrumentów do adresowanych problemów – zbyt wysoki udział pomocy bezzwrotnej.
Stosowanie pomocy bezzwrotnej (granty naukowe) ma uzasadnienie na wcześniejszych etapach powstawania innowacji.
W późniejszych fazach zwrotne formy pomocy oraz ulgi podatkowe w wielu wypadkach są efektywniejszymi instrumentami pokonywania barier innowacyjności niż kosztowny i zbiurokratyzowany system grantowy.
2. Niedopasowanie struktury wydatków proinnowacyjnych do potrzeb przedsiębiorstw – znaczącą część wsparcia dostają przedsiębiorstwa duże kosztem małych i średnich przedsiębiorstw (MŚP)
Sektor MŚP w największym stopniu potrzebuje wsparcia w tworzeniu innowacji z powodu ograniczonych zasobów jakie mają należące do niego przedsiębiorstwa. Większość środków w ramach unijnego programu; „Innowacyjna Gospodarka” dostają duże przedsiębiorstwa. Im mniejsze przedsiębiorstwo, tym trudniej mu dostać dofinansowanie i może mieć problem z płynnością finansową niezbędną do skorzystania z pomocy bezzwrotnej w ramach zwrotu poniesionych wydatków.

### Mocne i słabe strony polskiej gospodarki w kontekście wdrażania innowacji[4][3]
Mocne strony:
- kapitał ludzki
- wielkość rynku jako całość
- możliwości pozyskania finansowania z rynku lub wsparcia państwa dla innowatorów

Słabe strony
- liczebność innowatorów
- niski kapitał społeczny[9].
- jakość, otwartość i atrakcyjność krajowego systemu badań
- postawienie innowacji w centrum agendy polityki publicznej
- poziom wydatków publicznych na badania i rozwój (B+R)
- kooperacja środowisk biznesowych i naukowych
- procedury administracyjne

### Korzyści z działalności innowacyjnej[10]
Spośród 487 działających w Polsce przedsiębiorstw zatrudniających minimum 50 osób, aż 90% innowatorów stwierdza, że innowacje wpłynęły na poprawę jakości oferowanych przez nich usług i produktów. Efektami działań innowacyjnych są także lepsze postrzeganie marki (84% przedsiębiorstw w przemyśle i 87% w handlu i usługach), a w handlu i usługach – wzrost jakości w obsłudze klienta (87%). Innowacje niosą też za sobą wzrost sprzedaży, co potwierdza ponad 70% respondentów, którzy wdrożyli innowacje w ciągu ostatnich 3 lat. Inną ważną korzyścią wymienianą przez przedsiębiorców jest zwiększenie efektywności operacyjnej i wydajności pracy, którą udało się osiągnąć 84% przedsiębiorstw przemysłowym oraz 80% przedsiębiorstw handlowych i usługowych. W wielu przypadkach wiąże się to z obniżeniem kosztów operacyjnych.
Coraz częściej to właśnie innowatorzy poprawiają swoją pozycję konkurencyjną i zwiększają udziały w rynku. Wdrożenia innowacji w latach 2014-2017 spodziewa się aż 83% przedsiębiorstw przemysłowych i 81% przedsiębiorstw handlowych, co oznaczałoby wzrost odsetka innowatorów o 11 punktów procentowych.

### Instytucje i instrumenty wsparcia innowacji w Polsce[11][12][13][14][15]
- Narodowe Centrum Nauki – stypendia dla naukowców
- Narodowe Centrum Badań i Rozwoju – programy InnoTech, KadTech, BroTech, Kreator innowacyjności, „Wsparcie innowacyjnej przedsiębiorczości akademickiej”, „Patent PLUS Wsparcie patentowania wynalazków”.
- Polska Agencja Rozwoju Przedsiębiorczości – Krajowa Sieć Innowacji KSU (Krajowego Systemu Usług), „Bon na innowacje”, Pożyczka na innowacje, konkurs „Polski Produkt Przyszłości”
- Bank Gospodarstwa Krajowego – Kredyt technologiczny, Krajowy Fundusz Kapitałowy
- Urząd Patentowy Rzeczypospolitej Polskiej – Internetowy Portal Usługowy Urzędu Patentowego

## Pozycja Polski w rankingach unijnych i światowych[16][17]
(Nazwa rankingu – miejsce Polski)
- Knowledge Economy Index 2011 (Bank Światowy) – 38/145
- Global Innovation Index (BCG/MI/NAM 2009) – 52/110
- Economist Intelligence Unit’s innovation ranking (EIU 2009) 34/82
- Global Innovation Index 2011 (INSEAD 2011) – 43/125
- Global Creativity Index (Florida et al. 2011) – 41/82
- EU Innovation Union Scoreboard 2011 – 23/27